# Trichoderma atroviride
Trichodérma atrovíride (лат.) — вид грибов-аскомицетов, относящийся к роду триходерма (Trichoderma) семейства гипокрейные (Hypocreaceae). Ранее это название использовалось только для обозначения анаморфной стадии гриба, в телеоморфа именовалась Hypócrea atrovíridis.
Один из видов рода, используемых в качестве агентов биологического контроля фитопатогенных грибов.

## Описание
Колонии на агаре с 2 % солодовым экстрактом на 4-е сутки 5—8 см в диаметре. Запах обычно приятный, ароматный, напоминает аромат кокосов. Реверс непигментированный или желтоватый. Конидиальное спороношение сизоватое, вскоре тёмно-зелёное, со временем корковидное.
На картофельно-декстрозном агаре на 3-е сутки при 30 °C колонии радиусом 2,5—4 см. На 4-е сутки спороношение сконцентрировано в центральной части, подушечки не развиты, характерен кокосовый запах.
Конидиеносцы в очертании пирамидальные, с супротивными веточками в узлах, с мутовками 2—5 фиалид. Фиалиды одиночные, в парах или в мутовках по 3—4, как правило, изогнутые, фляговидные, 6—12 × 2,5—3,1 мкм. Конидии тёмно-зелёные, почти шаровидные, реже яйцевидные, 2,6—4 × 2,2—3,5 мкм, гладкостенные. Хламидоспоры многочисленны на кукурузно-декстрозном агаре, интеркалярные и терминальные.
Телеоморфа образует подушковидные или почти дисковидные стромы неправильной формы, несущие шаровидные перитеции. Аски цилиндрические. Аскоспоры двуклеточные, быстро распадающиеся на неравные клетки, шиповатые.

## Экология
Широко распространённый вид, встречающийся в почвах и на различных растительных остатках. Телеоморфа обнаружена в Европе, Северной и Центральной Америке, Японии.

## Таксономия
Trichoderma atroviride P.Karst., Bidr. Känn. Finl. Nat. Folk 51: 363 (1892).